# 7-гидроксимитрагинин
7-Гидроксимитрагинин (7-OH, 7-HMG) — это терпеноидный индольный алкалоид содержащийся в листьях растения Mitragyna speciosa, известного как кратом). Является метаболитом и продуктом окисления алкалоида кратома митрагинина. Впервые описан в 1994 году. Обладает обезболивающим действием. 

Структурная формула Митрагинина

## Фармакология
В продуктах из Mitragyna speciosa, которые подвергались окислению на воздухе во время обработки, был обнаружен 7-HMG с содержанием до двух процентов от общего содержания алкалоидов.
7-гидроксимитрагинин проникает в мозг хуже, чем митрагинин. Индуцирует мощный антиноцицептивный эффект на острую боль мыши через μ-опиоидные рецепторы. Алкалоид действует специфически через сигнальный путь G-белка, не связывая β- аррестин2.

## Метаболизм
В организме человека 7-HMG метаболизируется до псевдоиндоксила митрагинина.

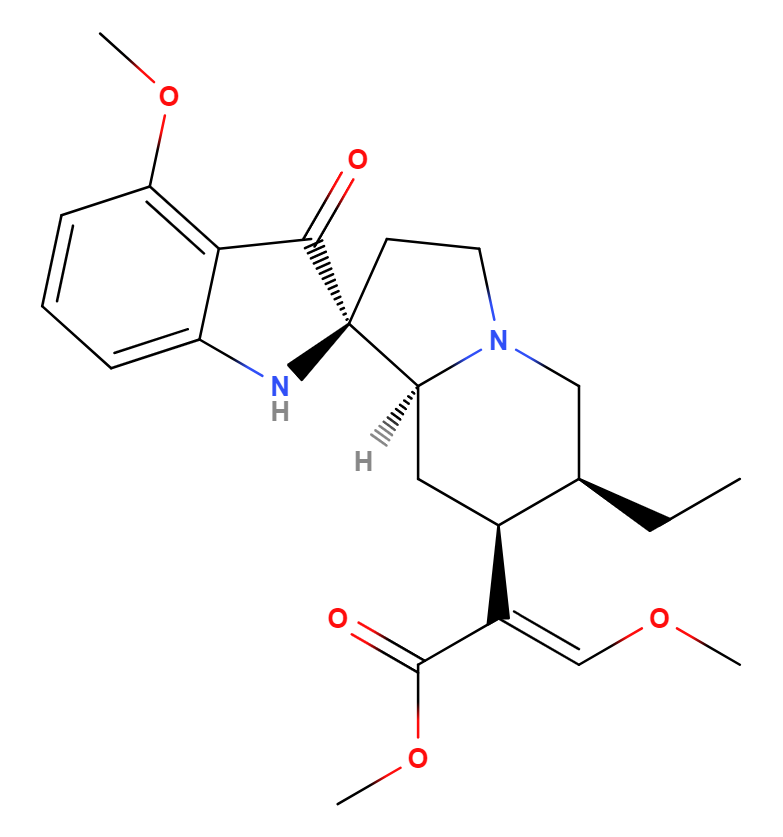
Структурная формула Псевдоиндоксила Митрагинина

## Правовой статус
В РФ 7-гидроксимитрагинин входит в Список I Перечня наркотических средств, психотропных веществ и их прекурсоров, подлежащих контролю в Российской Федерации (оборот запрещён)